# 林登·阿什比
林登·阿什比（英語：Clarence Linden Garnett Ashby III，1960年5月23日—）是美国演员，出生于美国佛罗里达州杜瓦尔县。

## 生平
1960年，阿什比出生在美国佛罗里达州杜瓦尔县，母亲埃莉诺，父亲加内特·阿什比，是个制药商人。
阿什比毕业于佛罗里达的杰克逊维尔市的私立中学，他在刘易斯堡学院读书，大三时退学从事演艺生涯，居住在纽约市。